# Museo de Historia Natural de Omán
El Museo de Historia Natural de Omán es un museo de historia natural, ubicado en el Ministerio de Patrimonio y complejo Cultural, Al Khuwair, frente a la Mezquita Zawawi en Mascate, la capital de Omán.
El museo abrió sus puertas el 20 de diciembre de 1985, y detalla que la flora y la fauna de Omán, con exhibiciones sobre mamíferos locales, insectos y pájaros y jardines botánicos. Uno de los aspectos más destacados del museo es la sala de ballena: alberga el enorme esqueleto de una ballena, que quedó varada en la costa de Omán en la década de 1980.